# 西会津バイパス
西会津バイパス（にしあいづバイパス）は、福島県耶麻郡西会津町を通る国道49号のバイパス道路である。

## 概要
- 起点：耶麻郡西会津町野沢字諏訪東甲
- 終点：耶麻郡西会津町野沢字北松原甲
- 延長：3.0km

西会津町中心部にあたる野沢地区を東西に貫く区間は越後街道野沢宿の面影を残しており、沿道に多くの商店や住宅が立ち並び、道幅が狭隘でクランクがあるなど、安全な道路交通の大きな障害となっていた。そこで従来の区間の南側を経由し、野沢地区中心部を避け東西を結ぶバイパス道路が事業化され、1979年（昭和54年）10月に開通した。全線片側1車線で供用されている。旧道は西会津町道として指定され用いられている。

## 道路施設
上條橋
- 全長：60m
- 幅員：16.8m
- 形式：鋼合成H桁橋
- 竣工：1978年[2]

野沢字下條乙から上條道東甲、字佛島乙に至り、一級水系阿賀野川水系四岐川を渡る。橋上は片側1車線で共用され、上下線両側に歩道が設置されている。

## 接続路線
- 国道49号いわき方面（野沢字諏訪東甲　起点）
- 磐越自動車道西会津インターチェンジ・福島県道16号喜多方西会津線（野沢字田町乙　西会津IC交差点）
- 福島県道339号大久保野沢停車場線大山衹神社方面（野沢字桜木前乙　大山衹神社入口交差点）
- 福島県道339号大久保野沢停車場線野沢駅方面（野沢字下條乙　塚田交差点）
- 国道49号新潟方面（野沢字北松原甲　終点）

## 沿線
- 道の駅にしあいづ